# 杢師
杢師（もくし）は、千葉県君津市の地名。現行行政地名は杢師1丁目から4丁目。郵便番号は299-1163。

## 地理
市内北西部、小糸川下流右岸に位置する。地内は君津市の中心市街地南部にあたり、住宅のほか中学校や消防署などが所在する。
北で北子安・南子安、東で外箕輪、南で八幡・貞元、西で南久保・久保とそれぞれ隣接する（いずれも君津市）。
地内は北西から南東に向かって1丁目 - 4丁目の順に並ぶ。

### 河川
- 小糸川

## 歴史
かつては木師・木工師などとも表記されたという。

### 沿革
- 江戸時代 - 周淮郡杢師村成立。当初は幕府・清水家相給、のち幕府領。
- 1873年（明治6年） - 杢師村、千葉県に所属。
- 1889年（明治22年）4月1日 - 町村制施行により周淮郡八重原村大字杢師となる。
- 1897年（明治30年）4月1日 - 八重原村、郡統合により君津郡所属となる。
- 1943年（昭和18年）4月1日 - 八重原村と周西村が合併し君津郡君津町が成立、同町の大字となる。
- 1947年（昭和22年）5月10日 - 君津町立君津中学校創立[4]。
- 1971年（昭和46年）9月1日 - 君津町が市制施行し、君津市となる。
- 1973年（昭和48年）7月11日 - 君津新橋開通[5]。
- 1978年（昭和53年）12月1日 - 一部で住居表示実施[5]、久保5丁目および南久保2丁目に分割。
- 1981年（昭和56年）12月1日 - 全域で住居表示実施[5]、杢師1丁目 - 4丁目成立[注 1]、一部が南子安1丁目・4丁目に分割。

## 統計
|           | 世帯数 | 人口  | 地図                               |
| --------- | ------ | ----- | ---------------------------------- |
| 杢師1丁目 | 323    | 766   | 北緯35度19分33秒 東経139度54分30秒 |
| 杢師2丁目 | 315    | 753   | 北緯35度19分22秒 東経139度54分41秒 |
| 杢師3丁目 | 500    | 1,121 | 北緯35度19分14秒 東経139度54分53秒 |
| 杢師4丁目 | 526    | 1,150 | 北緯35度19分8秒 東経139度55分5秒   |
| 計        | 1,664  | 3,790 |                                    |

1. ↑  “平成29年君津市人口”.   君津市 (2017年11月8日). 2017年11月20日閲覧。
2. ↑  単位：世帯
3. ↑  単位：人

## 小・中学校の学区
市立小・中学校に通う場合、学区は以下の通りとなる。
| 丁目      | 番地 | 小学校               | 中学校             |
| --------- | ---- | -------------------- | ------------------ |
| 杢師1丁目 | 全域 | 君津市立南子安小学校 | 君津市立君津中学校 |
| 杢師2丁目 | 全域 | 君津市立南子安小学校 | 君津市立君津中学校 |
| 杢師3丁目 | 全域 | 君津市立南子安小学校 | 君津市立君津中学校 |
| 杢師4丁目 | 全域 | 君津市立南子安小学校 | 君津市立君津中学校 |

## 交通
地内を通る鉄道路線はない。最寄駅はJR内房線君津駅。

### バス
- 日東交通
  - 君津市内循環線 君津駅北口 - 君津製鐵所 - 大和田 - 君津駅北口 - 君津市役所 - 君津中学校 - 八重原社宅（循環ルート）
  - 周西線 君津製鐵所行・中島行
- 君津市コミュニティバス
  - 小糸川循環線 君津グラウンドゴルフ場 - 常代5丁目 - 君津駅南口 - 君津市役所 - 君津中前 - 君津バスターミナル - 常代5丁目 - （小糸郵便局前） - 君津グラウンドゴルフ場（循環ルート）

### 道路
一般県道
- 千葉県道158号君津青堀線

## 施設
杢師1丁目
- 君津市立君津中学校
- 洋服の青山君津店
- 君津中央公園 - 一部。大部分は久保5丁目に所在
- 鍛冶ヶ谷公園[7]
- 君津新橋 - 1丁目と2丁目の境界をなす道路に所在。小糸川をまたいで対岸の八幡との間を結ぶ橋。

杢師2丁目
- 中ノ原公園[7]
- 西台公園[7]

杢師3丁目
- 君津市消防本部
- 東福寺
- ファミリーマート君津杢師店
- 上ノ原公園[7]
- 中久保公園[7]

杢師4丁目
- 杢師県営住宅
- 千葉スバル自動車君津店
- 八幡神社
- 八幡台公園[7]
- 大道沢北公園[7]
- 大道沢南公園[7]

公立小学校の学区は全域で君津市立南子安小学校、公立中学校は君津市立君津中学校。